# Batalla de Saint-Jean-de-Monts
La batalla de Saint-Jean-de-Monts va tenir lloc del 9 al 12 d'agost de 1795, durant la guerra de Vendée. Acaba amb la victòria dels Vendéans que repel·leixen les guarnicions de Saint-Jean-de-Monts, Saint-Hilaire-de-Riez, Saint-Gilles-Croix-de-Vie i Sion-sur-l'Océan, que els permet per donar la benvinguda a un desembarcament d'armes i pólvora dels britànics.

## Preludi
A l'estiu de 1795, potser el 26 de juliol, el general de Vendée François de Charette de La Contrie va posar en alerta les seves tropes al seu quarter general de Belleville després de ser advertit cap al 20 de juliol, pel marquès de Rivière, ajudant de camp del llavors comte d'Artois (amb els anys Carles X de França), de la imminent arribada del relleu anglès. Rivière també li va donar el certificat de tinent general i el cordó vermell de Saint-Louis. A principis d'agost, part de la flota britànica estacionada davant de Quiberon va salpar cap a la Vendée.

## Combat de la nit del 9 al 10 d'agost
El primer desembarcament va tenir lloc la nit del 9 al 10 d'agost. A la costa, al nord de Saint-Gilles-Croix-de-Vie, s'envien senyals de reconeixement als set o vuit vaixells que fa diversos dies navegant mar endins. La flotilla britànica present consistia llavors en un vaixell de línia, dues fragates, tres cutters i unes quantes xalupes. Els vaixells de rem es llancen al mar prop de Sion-sur-l'Océan. Els patriotes de Saint-Hilaire-de-Riez van alertar llavors Billon, el comandant de Saint-Gilles. Va enviar una trentena d'homes del seu lloc i el de Saint-Jean-de-Monts al lloc de desembarcament. Els pocs genets de Vendée van fugir aleshores i els emigrants es reembarcan. Durant aquesta primera escaramuza van morir sis homes, entre ells un mariner anglès i Louis François Lefebvre, el capità del Dauphin. Els republicans van capturar sis parelles de bous amb carruatges buits, sis cavalls, motxilles i una maleta que contenia cinquanta paquets de cartutxos.

## Combat du Bec, 10 d'agost
Tanmateix, l'endemà, 2.000 Vendéans liderats per François Pajot, Jean Savin, Hyacinthe Hervouët de La Robrie i Dabbaye es van concentrar a la platja de La Pège, entre Saint-Jean-de-Monts i Saint-Gilles-Croix-de-Vie, després de passar per les cases de Couderie i La Fradinière, Les Granges d'Orouet i L'Épine. A les deu del matí comença el desembarcament. Al migdia, els Vendéans van rebre 2.000 homes més com a reforç. A Saint-Gilles, els republicans van mobilitzar les poques tropes disponibles als llocs dels voltants i van intentar un atac a les 5 de la tarda amb 360 homes del 110è regiment d'infanteria comandat pel comandant del batalló general Valentin.
La lluita comença a un lloc anomenat Le Bec. Un fort tiroteig va enfrontar els combatents d'ambdós camps, però els patriotes estaven massa en inferioritat numèrica i també es van trobar sota el foc d'un vaixell anglès que navegava per la costa. Finalment es retiren i són perseguits fins a Sió.
Aleshores, els republicans van fortificar les seves posicions a Sió i aviat van rebre 250 homes com a reforç. Esgotats pel cansament i sense municions, van renunciar, però, a llançar un nou atac.
Mentrestant, Charette, al capdavant de 3.000 homes a peu i de 300 a 400 genets, va prendre posició a la ciutat de Soullans per tal de bloquejar la guarnició de Challans. Aquesta estava formada aleshores per dos batallons6 comandats pel general Simon Canuel, que no gosava fer una sortida. L'11 d'agost, a les 4 del matí, Charette va escriure a Naigle, el comandant de la fragata Artois.{nota 1.}
Lluita del 12 d'agost

L'11 d'agost, al final de la tarda, els republicans van rebre reforços de 250 homes comandats pel capità Genet que van entrar a Saint-Gilles i després van prendre posició a Sion. La nit de l'11 al 12 van arribar al lloc 150 homes del batalló de caçadors de Cassel. Segons el capità Genet, les forces republicanes eren llavors al voltant d'un miler d'homes.{nota 2.}
El 12 d'agost, a l'alba, els republicans van reprendre l'ofensiva. No obstant això, encara estan clarament superats en nombre, el comandant del batalló general Valentin estima que les forces de Vendée han augmentat a 12.000 homes des de l'última acció. Per evitar un embolcall, el comandant republicà va ordenar ràpidament la retirada i les tropes van prendre posicions a Saint-Gilles, Saint-Hilaire-de-Riez i Sion. Els patriotes esperaven ser atacats però els Vendéans no van fer cap intent d'aquestes tres localitats.
Final del desembarcament

Durant dos dies, quinze barques de rems i dues xalupes van viatjar d'anada i tornada entre els vaixells i la costa. L'aterratge es va completar el 12 d'agost, a les 14:002. En total, els Vendéans van rebre entre 1.200 i 6.000 fusells, 40 mil peces de pólvora, 3.000 sabres, 300 parells de pistoles, 700 gargusses, 250 uniformes i dues peces d'artilleria. De set a divuit emigrants també van arribar a unir-se a l'exèrcit de Vendée, entre ells Suzannet, La Voûte, La Jaille i potser Bascher, Grandmaison i Dupin la Rivière. Charette puja a bord d'una de les fragates on se li donen 50.000 lliures d'or. Segons certs autors reialistes del segle XIX, com Gallet, Bittard des Portes o l'abat Deniau, els Vendeencs van lliurar blat als britànics a canvi d'armes i municions. Tanmateix, per a l'historiador Lionel Dumarcet, aquestes afirmacions són dubtoses: els informes republicans, sobretot el molt detallat del capità Genet, no fan esment d'aquest comboi. Genet només esmenta el lliurament de bous a l'esquadra anglesa.
Els Vendéans carregaven les seves armes i municions en carros, el nombre dels quals variava segons les fonts. En una carta escrita el 15 d'agost als administradors del departament, el general en cap de l'exèrcit occidental Jean-Baptiste-Camille de Canclaux va esmentar entre 60 i 150 cotxes segons els informes. Els Vendéans van tornar llavors a Belleville amb el seu comboi.
Segons Le Bouvier-Desmortiers i Lucas de La Championnière {nota 3,} durant la nit es va produir un incendi en un magatzem prop de les reserves de pólvora i no s'hi va propagar per poc. L'endemà, Charette va repartir armes als seus combatents que després van ser autoritzats a tornar a casa seva per fer-se càrrec de la collita.

## Pèrdues
Les pèrdues republicanes a la batalla de Bec el 10 d'agost van ser de 50 homes, inclòs un capità, i de 30 a 40 ferits, entre ells dos sotstinents i un capità. {nota, 4.} Les pèrdues de la Vendée van ser avaluades pels republicans amb una seixantena d'homes i el doble de ferits. No es coneixen les pèrdues del combat del 12 d'agost.